# لیگ آزادگان ۱۳۷۴
لیگ آزادگان ۱۳۷۴ پنجمین دوره جام آزادگان و چهاردهمین دوره لیگ فوتبال ایران که توسط فدراسیون فوتبال ایران برگزار شد.
تیم پرسپولیس  تهران برای چهارمین بار قهرمان این دوره از رقابت‌ها شد و به مسابقات جام باشگاه‌های آسیا ۹۷–۱۹۹۶ راه پیدا کرد.

## جدول رده‌بندی
| #  | تیم              | بازی | برد | مساوی | باخت | گلِ‌زده | گلِ‌خورده | امتیاز | توضیحات                              |
| -- | ---------------- | ---- | --- | ----- | ---- | ----- | ------- | ------ | ------------------------------------ |
| ۱  | پرسپولیس         | ۳۰   | ۱۵  | ۱۲    | ۳    | ۳۳    | ۱۸      | ۵۷     | صعود به جام باشگاه‌های آسیا ۹۷–۱۹۹۶   |
| ۲  | بهمن کرج         | ۳۰   | ۱۳  | ۱۲    | ۵    | ۴۷    | ۲۴      | ۵۱     |                                      |
| ۳  | استقلال تهران    | ۳۰   | ۱۴  | ۹     | ۷    | ۴۱    | ۲۶      | ۵۱     | صعود به جام برندگان جام آسیا ۹۷-۱۹۹۶ |
| ۴  | پاس تهران        | ۳۰   | ۱۳  | ۶     | ۱۱   | ۳۳    | ۳۵      | ۴۵     |                                      |
| ۵  | سپاهان           | ۳۰   | ۱۱  | ۹     | ۱۰   | ۴۰    | ۳۴      | ۴۲     |                                      |
| ۶  | برق شیراز        | ۳۰   | ۱۱  | ۹     | ۱۰   | ۳۲    | ۲۶      | ۴۲     |                                      |
| ۷  | استقلال اهواز    | ۳۰   | ۱۲  | ۵     | ۱۳   | ۴۰    | ۴۱      | ۴۱     |                                      |
| ۸  | ماشین‌سازی تبریز  | ۳۰   | ۱۱  | ۸     | ۱۱   | ۳۵    | ۳۸      | ۴۱     |                                      |
| ۹  | کشاورز تهران     | ۳۰   | ۹   | ۱۳    | ۸    | ۳۲    | ۲۵      | ۴۰     |                                      |
| ۱۰ | پلی اکریل اصفهان | ۳۰   | ۱۰  | ۸     | ۱۲   | ۳۳    | ۳۹      | ۳۸     |                                      |
| ۱۱ | شموشک نوشهر      | ۳۰   | ۱۰  | ۸     | ۱۲   | ۲۸    | ۳۸      | ۳۸     |                                      |
| ۱۲ | ملوان انزلی      | ۳۰   | ۹   | ۱۰    | ۱۱   | ۲۱    | ۲۵      | ۳۷     |                                      |
| ۱۳ | جنوب اهواز       | ۳۰   | ۹   | ۹     | ۱۲   | ۲۶    | ۳۹      | ۳۶     | سقوط به لیگ دسته دوم فوتبال ایران    |
| ۱۴ | آرارات تهران     | ۳۰   | ۸   | ۷     | ۱۵   | ۲۷    | ۳۹      | ۳۱     | سقوط به لیگ دسته دوم فوتبال ایران    |
| ۱۵ | شهرداری تبریز    | ۳۰   | ۶   | ۱۰    | ۱۴   | ۲۴    | ۳۴      | ۲۸     | سقوط به لیگ دسته دوم فوتبال ایران    |
| ۱۶ | سایپا            | ۳۰   | ۵   | ۱۳    | ۱۲   | ۳۱    | ۴۲      | ۲۸     | سقوط به لیگ دسته دوم فوتبال ایران    |

## جدول گلزنان
| رتبه | نام        |    | باشگاه   |
| ---- | ---------- | -- | -------- |
| ۱    | محمد مؤمنی | ۱۹ | پلی‌اکریل |
| ۲    | کوروش برمک | ۱۵ | کشاورز   |
| ۳    | هاشم حیدری | ۱۴ | بهمن     |
| منبع |            |    |          |

## اتهام لابی باشگاه پرسپولیس و فدراسیون فوتبال
از امیر عابدینی (مدیر عامل تیم فوتبال پرسپولیس در زمان برگزاری مسابقات این فصل لیگ آزادگان) با روزنامه ورزشی ۹۰ مصاحبه‌ای چاپ شده بود و که گفته برای قهرمانی این تیم در مسابقات این سال با فدراسیون فوتبال ایران لابی کرد تا جلوی قهرمانی تیم رقیب، بهمن را بگیرد و پرسپولیس را قهرمان کند. صادق درودگر، رئیس سازمان اقتصادی فدراسیون فوتبال، بعدها و در زمستان ۱۳۹۸ در مصاحبه‌ای تلویزیونی ضمن تأیید این حرف عابدینی جابجایی زمان برگزاری بازی‌ها و انتقال مربی تیم حریف به تیم ملی را از نمونه‌های این لابی‌گری خواند.

## یادکرد منابع
1. ↑  صداقت، ۱۱۳.
2. ↑  صداقت، ۱۱۳.
3. ↑  صداقت، ۱۱۳.
4. ↑  صداقت، ۱۱۳.
5. ↑  اسپورت، آی. «بازخوانی یک گفت وگو/ لابی عابدینی برای قهرمانی پرسپولیس». آی اسپورت. بایگانی‌شده از اصلی در ۲۸ فوریه ۲۰۲۰. دریافت‌شده در ۲۰۲۰-۰۲-۲۸.
6. ↑  «اعتراف امیر عابدینی ١٨ سال بعد از قهرمانی مشکوک پیروزی؛ با فدراسیون لابی کرده بودم!». www.jamnews.com. بایگانی‌شده از اصلی در ۲۸ فوریه ۲۰۲۰. دریافت‌شده در ۲۰۲۰-۰۲-۲۸.
7. ↑  «برای بررسی پرونده عابدینی سه کمیته اخلاق می‌خواهیم». www.varzesh3.com. دریافت‌شده در ۲۰۲۰-۰۲-۲۸.
8. ↑  "تماشاچی | افشاگری صادق درودگر در مورد امیر عابدینی و راه کثیف قهرمان کردن پیروزی". تماشاچی (به انگلیسی). 1398-11-26. Retrieved 2020-02-28. {{cite web}}: Check date values in: |تاریخ= (help)[پیوند مرده]
9. ↑  «درودگر: بدترین ضربه‌ها را به فوتبال ما همین آقای عابدینی زد».